# Jack Iams
Jack Iams, né le 15 novembre 1910 à Baltimore, dans le Maryland, aux États-Unis, et mort le 27 janvier 1990, est un écrivain, un journaliste et un éditeur américain, auteur de roman policier.

## Biographie
Il fait des études à l'université de Princeton, où il obtient un diplôme en 1932. Dans les années 1930, il est journaliste successivement pour le Daily Mail, le New Post de Baltimore et au Pittsburgh Press (en), puis dans les années 1940, pour le New York Daily News. Pendant la Seconde Guerre mondiale, il travaille pour le bureau d'information de guerre à Brazzaville, Lisbonne et Bruxelles. Il est également correspondant à l'étranger pour Newsweek.
En 1938, il publie son premier roman, Nowhere With Music. En 1947, il débute dans le genre policier avec Le macchabée a loupé le coche (The Body Missed the Boat). En 1949, il fait paraître Death Draws the Line « considéré comme son meilleur titre », selon Claude Mesplède. En 1949, avec Mort dans la crèche (Do Not Murder Before Christmas), il commence une série de trois romans consacrée au détective privé Rocky Rockwell.

## Œuvre

### Romans

#### SérieRocky Rockwell
- Do Not Murder Before Christmas (1949) Publié en français sous le titre Mort dans la crèche, Paris, Plon, coll. « Nuit blanche » no 32 (1963) ; réédition, Paris, Presses de la Cité, coll. « Punch » no 45 (1973)
- A Shot of Murder (1950)
- What Rhymes With Murder? (1950)

#### Autres romans
- Nowhere With Music (1938)
- The French Touch (1939)
- Love And The Countess To Boot (1941)
- The Body Missed the Boat (1947) Publié en français sous le titre Le macchabée a loupé le coche, Paris, Éditions des Deux Mondes, coll. « La Main rouge » no 4 (1950)
- Girl Meets Body (1947) Publié en français sous le titre Elle fait mouche, Paris, Plon, coll. « Nuit blanche » no 2 (1962) ; réédition, Paris, Presses de la Cité, coll. « Punch » no 37 (1973)
- Prematurely Gay (1948)
- Death Draws the Line (1949)
- Into Thin Air (1952)
- A Corpse of the Old School (1955)

### Nouvelle
- The Hat in the Hall (1950)

### Sources
: document utilisé comme source pour la rédaction de cet article.
- Claude Mesplède (dir.), Dictionnaire des littératures policières, vol. 1 : A - I, Nantes, Joseph K, coll. « Temps noir », 2007, 1054 p. (ISBN 978-2-910-68644-4, OCLC 315873251), p. 1023